# Côte de la Marlette
De Côte de la Marlette is een heuvel in de  Belgische provincie Henegouwen. De voet van de heuvel bevindt zich in Manage aan een zijtak van het Kanaal Charleroi-Brussel. 

## Wielrennen
De helling is opgenomen in de toeristische LF-route RV1 Au Fil de l'Eau.